# 漆南薰
漆南薰（1892年—1927年3月31日），名树棻，一作树芬，号南薰，四川省江津县（今属重庆）人，中国近代革命家、马克思主义经济学家、国民党左派活动家，曾任《新蜀报》主笔，著有《经济侵略下之中国》。于“三·三一惨案”中遇害。

## 生平

### 早年
1892年，漆南薰出生于四川省江津县李市乡一个书香门第之家，其兄为前清秀才，管理家业，拥有田产七八十亩。《漆氏族谱》记载漆南薰“幼聪颖，头角峥嵘，束发受书，过目成诵，稍长，重气节，慷慨有大志”。
漆南薰早年就读于江津中学，因反对学校当局无理迫害学生而被开除。1912年（民国元年）入成都联合中学（今石室中学），比郭沫若低一个年级。当时的他学习成绩优秀，对政治很感兴趣。辛亥革命前，漆南薰加入中国同盟会。

### 赴日留学
1915年，漆南薰赴日本，入第一高等学校预科，次年分配到东京第四高等学校（一说，他考入的是第三高等学校），毕业后考入京都帝国大学经济学部，师从经济学家河上肇。此间，漆与早他一年到达日本的联中同学郭沫若常有来往，相遇时总要谈论国事，有时慷慨激昂，声泪俱下。
当时经济学部由河上肇讲授《政治经济学原理》，漆南薰在河上肇的影响下逐渐掌握了马克思主义理论。从帝大第三学年起，他花了三年时间搜集中国近代经济以及帝国主义侵华相关资料，并用马克思主义的观点进行研究。通过分析，他认识到中国的积弱与帝国主义侵略有直接的关系。毕业时他写成了论文《资本帝国主义与中国》。

### 《经济侵略下之中国》
1924年，漆南薰回到中国，偕妻子凌树珍和两个孩子住在上海，并在上海法政大学任教，期间继续研究中国经济问题。他以马克思主义经济学原理为指导，大量搜集资料，在毕业论文的基础上，写成了一部三十万字的中国经济问题专著。漆在此书中说：“经济学家的重大责任，究竟理论固然十分重要”，“而以学理应用于解决我国之经济问题尤为重要”，“应该为我们采用的，就是——马克思派，因为世界上，除了马克思派，实无人能将帝国主义的真象暴露于外”。这部书阐释了资本帝国主义的性质，并用大量资料揭示了帝国主义列强侵略中国的真相。他在书中说：“弱我中国者，资本帝国主义也，致我于危亡者，由此产生之不平等条约也。资本帝国主义实为蚕食我之封豕长蛇， 不平等条约实为束缚我之侄桔陷阱。”
郭沫若接到这部书的底稿后，“读了一昼夜，一口气便读完了”，同意为其作序，并取名为《帝国主义铁蹄下的中国》。不久后，经济学家马寅初到上海，读了此书后也很欣赏。但考虑到郭沫若取的书名较为刺目，遂改其名为《经济侵略下之中国》，并亲自题写封面。1925年，这部书用《经济侵略下之中国》的书名出版，徐谦、唐绍仪、吴稚晖、郭沫若为其作序。这部著作被认为是中国最早以马克思主义政治经济学理论为指导，揭示帝国主义列强经济侵略中国真相的著作。《经济侵略下之中国》出版后轰动一时，不到一个月全部销完，开创了民国“出版界未有之奇例”，并于当年11月再版，不到三个月再次售罄。此后又于1929年刊行第六版，1932年刊行第七版。漆南薰也因此书而声名鹊起。
当时正值上海发生“五卅惨案”，漆南薰参与群众斗争，支持罢工罢课，并在上海《民族日报》撰文指出：“五卅惨案之发生，表面上虽为英捕之行凶枪杀事件，论其实，乃英国资本帝国主义经济侵略中国之一种必然结果。”

### 以文代戈
1926年初，漆南薰应邀回到重庆接替肖楚女任《新蜀报》主笔，负责撰写社论。他认为“四川是反动军阀的根据地，把这里的工作做好了，可以与广东遥相呼应，成为西南犄角之势”。回川途中，他乘坐的安庆轮抵达汉口时，装上了三十多箱运往四川的子弹；到夔门后，又见到囤船上堆放着的数百箱子弹连夜装进了船舱；到忠县、丰都，军阀部队强行停船；最后进重庆城，见到遍街贴着收烟捐和登记瘾民的通知，这使他认为四川在军阀统治下已成为了“军械世界”、“鸦片烟的世界”。他在《归川所见》中写道：“吃鸦片烟，好比吃毒药一样，吃多了就会死的。为什么政府要你们吃，要强制你们种咧？他是要图你们的钱，……钱拿来就买军械，就打仗，就杀人。因此，我们财产荡然，生命乌有，家破人亡！”
此后，漆南薰在不到两年的时间里，几乎每天为报纸写一篇社论，此外还写了约三百篇文章，近百万字，论述中国革命的任务，揭露帝国主义和军阀的恶行，被称为继肖楚女后又一位“有声有色的报人”。期间他发表了《论不平等条约》《什么叫帝国主义》《谁是我们的敌人》《赤化问题之讨论》《联俄政策的讨论》《帝国主义与国民党对外之三大政策》等一系列政论文章。这些文章论述了帝国主义的实质，阐述了中国社会殖民地化的演变过程。他还在“三·一八”惨案后写文章强烈斥责段祺瑞：“段贼段贼！尔非中国人乎？尔独无人心乎？尔何残酷一至于此也。”并写道：“我敢涕泣陈辞，我敢挥泪誓师，愿率我四万万众一致趋于革命前线，先斩段祺瑞之头致祭我死难诸烈士，然后向帝国主义与卖国奴总攻击，以拯救中国之危亡。”
漆南薰在这段时间发表的文章体现了其反帝国主义、反对军阀统治以及支持联俄联共的主张。他认为，“帝国主义与军阀是我们的大敌”，中国国民革命必须联合世界被压迫民族、国际无产阶级和苏俄，因为“无产阶级与弱小民族……在政治上经济上则实立于同一受压迫榨取之地位，自今以后，……有一致向帝国主义与资产阶级进攻之势”，“俄国也是受帝国主义之压迫，第三国际也是受帝国主义之压迫，我们也是受帝国主义之压迫，我们的利害关系是完全一致的”。他认为，以反对所谓“赤化”为口实来反对共产主义和共产党都是没有道理的，这是帝国主义及其“走狗”封建军阀等“腐败势力借以倾轧革新势力的工具”，是“反正义的不正当的分子借以戕害正义分子之手段”，他赞扬中国共产党的“内部组织严密”和“对帝国主义的奋斗精神”。漆南薰任《新蜀报》主笔期间与中国共产党四川地区的组织保持着密切的联系。当时代表中共同漆南薰建立联系的是刘伯承。
1926年春，吴玉章、杨闇公等在重庆领导组成了代表国民党左派的“中国国民党四川省临时执行委员会”，即莲花池党部，漆南薰被选为国民党重庆市党部执委会常务委员；国民党右派也成立了“省执行委员会”，即总土地省党部，两派互相仇视。漆南薰对此感到不安，最初，他一方面呼吁两派一致遵从三民主义，坚持“立于打倒帝国主义与军阀之一条战线上”共同对敌，另一方面又希望两派“各行其是”解决争端。但后来他开始明确反对国民党右派。在1926年夏及以后发表的文章中，他阐述了孙中山的联俄、联共、扶助农工三大政策，并批驳国民党右派、国家主义派的“反对三大政策”、“攻击广东国民政府为‘赤化’”的言论，斥其为“蠢虫”、“妖孽”、“帝国主义的走狗”、“四万万人的汉奸”。
与此同时，漆南薰还兼任川军二十军向时俊师政治部主任。他常到部队和群众中作宣传工作，到江边讲演，斥责军阀。还积极参与组织重庆地区的革命活动，曾担任“北京‘三·一八’惨案重庆后援会”委员、“重庆‘五卅’惨案周年纪念会”负责人、“万县‘九·五’惨案全川外交后援会”执行委员等。
1927年春，四川地区国民党右派活动愈加频繁，时常有学生被暴徒殴打，妻子凌树珍担心漆南薰的安全，漆南薰却说：“一百年的老鸡公就死一回，怕什么！”由于专注于革命活动，时任广东大学文科学长的郭沫若聘请其担任广东大学教授，被婉言谢绝。

### 遇害
1927年3月24日，英美炮击南京，制造了“三·二四”惨案，引起群众激愤。重庆各群众团体在中共地方执委领导下，决定于3月31日举行“重庆各界反对英帝炮击南京市民大会”，漆南薰被推举为大会主席团执行主席。开会前数日，军阀王陵基就声称要杀害杨闇公、漆南薰等人，一方面四处散布谣言，一方面作好了军事部署。3月30日还有人前来恐吓漆南薰。
在这种情况下，亲朋好友都劝漆不要参加大会。大会前一晚，妻子凌树珍更是苦苦劝阻。漆南薰说：“不用害怕。不打倒军阀，白活着也没意思。‘人生自古谁无死，留取丹心照汗青。’为打倒军阀而死，重于泰山，死有何憾？”入夜后，凌树珍先安排漆南薰上床睡觉，自己在床边守候，以阻止他赴会。31日凌晨，一夜未眠的漆南薰见妻子已睡熟，便赤脚提着鞋子出门了。
八点半左右，漆南薰到达政治部。临近九点，他催促政治部另一负责人封岳崧一道赴会。两人赴会途中，师部一副官赶来报告：王陵基派人到师部说：“今天的会，军队中的人不得参加。如有危险，他（指王陵基）不负责。”漆答道：“我们是要去的，纵有危险，也不要紧。”继续前往会场。当漆到场时，杨闇公、冉钧等负责人已经先到，他们便开始交谈，同时关注会场动向。
十一点左右，群众大会正要开始，预先埋伏在人群中的暴徒突然大打出手，枪声四起，现场秩序大乱。漆南薰赶紧到主席台口制止行凶，却被打倒在台上（一说为“中弹受伤后从后面城垛跳下，被埋伏者捉住”），不久后被暴徒拖出场外，用马将其驮至浮图关兰文斌师部，验明正身后，将其进行毒打，并拖至两路口荒郊，敲掉他的牙齿，割其舌，剖其腹，用大刀把他头颅砍下，身体剁成数段，弃于荆棘杂草之中。其遗骸三天后才被悄悄收起，装殓后运回家乡安葬。漆南薰去世时，年仅35岁。

## 后续
惨案发生后，中共四川省委举行了追悼会，悼念漆南薰等死难者。
武汉国民政府《中央日报》1927年4月26日、6月3—6日和25日，连续五次刊登谷万川、封岳菘和萧余等人的指责蒋介石集团和四川军阀的“罪恶行径”的文章，哀悼漆树芬等死难者。
1928年初，鲁迅在自己主编的《语丝》周刊第四卷第六期上，署名“瘦莲”，以《某报剪注》文章加编者按语的形式，揭露四川军阀制造重庆“三·三一”惨案和杀害漆南薰的真相。

## 纪念与评价
中国共产党评价其“是20世纪20年代颇有影响的经济学家，新闻战线上英勇顽强的反帝反封建战士。在大革命时期的重庆，他与共产党人亲密合作，为民呐喊，抨击军阀，是国民党左派著名的政治活动家。”
郭沫若在其自传《学生时代》中，叙述了与漆南薰交往的经历。他称赞漆南薰具有“慷慨激昂”的爱国情怀。郭沫若认为，《经济侵略下之中国》是“能使我国同胞，对于资本帝国主义得到一个明确的观念，能于我国前途投出一道光明”的“巨大的著作”。对于漆南薰的逝世，他感到痛惜。郭沫若写道：如果漆南薰不被杀害，我们国家“关于经济方面的问题，总有许多是由他的手里给我们解答了的吧！”
吴玉章在20世纪50年代撰写回忆录时，多次向助手谈及曾经同自己一同工作过的漆南薰“是个难得的人才，既是政治家，又是理论家”。吴玉章认为：“漆南薰的思想和著作，影响是很大的，很深远的。他虽不是共产党员，但他对马克思主义理论宣传的贡献，是可以与当时我党著名的理论宣传家瞿秋白、恽代英和萧楚女等同志并驾齐驱的。”
1982年11月15日，中华人民共和国民政部批准漆南薰为革命烈士。
1987年，“三·三一”惨案六十周年之际，中共重庆市委党史工作委员会等编印了《漆南薰遗著选编》，邓小平为其题写书名，教育家张秀熟为其题词，称漆树芬“是第一个与萧楚女同志配合着站在岷峨高峰，向全国大呼反对帝国主义侵略的伟大的革命战士”。
同年，江津县委、县人民政府重修位于其故乡江津区李市镇的漆树芬烈士墓园（为第一批重庆市文物保护单位），聂荣臻题写纪念碑文“漆树芬烈士永垂不朽！”
2003年，被评为重庆历史名人。
2013年，中国文史出版社出版了郑洪泉等编著的《漆南薰和他的遗著》。
2022年，重庆出版社出版了郑洪泉等主编的《漆南薰文集》。